# Discografia lui Robert Plant
Robert Plant a lansat 11 albume studio, un album live, trei albume compilație și 33 de discuri single.

## Albume de studio
- Pictures at Eleven ( 28 iunie 1982 )
- The Principle of Moments ( 11 iulie 1983 )
- Shaken 'n' Stirred ( 20 mai 1985 )
- Now and Zen ( 29 februarie 1988 )
- Manic Nirvana ( 19 martie 1990 )
- Fate of Nations ( 25 mai 1993 )
- Dreamland ( 16 iulie 2002 )
- Mighty ReArranger ( 25 aprilie 2005 )

## Albume cu alți artiști
- The Honneydrippers : Volume One ( cu Jimmy Page - 14 noiembrie 1984 )
- No Quarter ( cu Jimmy Page - 14 octombrie 1994 )
- Walking into Clarksdale' ( cu Jimmy Page - 21 aprilie 1998 )
- Raising Sand ( cu Alison Krauss - 23 octombrie 2007 )

## Compilații
- Sixty Six to Timbuktu ( 4 noiembrie 2003 )
- Nine Lives ( 21 noiembrie 2006 )

## EP
- Little by Little : Collectors Edition ( 18 noiembrie 1985 )